# Eriospermum mackenii
Eriospermum mackenii är en sparrisväxtart som först beskrevs av Joseph Dalton Hooker, och fick sitt nu gällande namn av John Gilbert Baker. Eriospermum mackenii ingår i släktet Eriospermum och familjen sparrisväxter.

## Underarter
Arten delas in i följande underarter:
- E. m. galpinii
- E. m. mackenii
- E. m. phippsii